# Małgorzata Smoleńska
Małgorzata Smoleńska, coniugata Kwiatkowska (Łódź, 17 settembre 1950), è un'ex cestista polacca.

## Carriera
Con la Polonia ha disputato i Campionati europei del 1972.